# Saint-Gilles-de-la-Neuville
Saint-Gilles-de-la-Neuville és un municipi francès situat al departament del Sena Marítim i a la regió de Normandia. L'any 2007 tenia 635 habitants.

## Demografia

### Població
El 2007 la població de fet de Saint-Gilles-de-la-Neuville era de 635 persones. Hi havia 220 famílies de les quals 40 eren unipersonals (20 homes vivint sols i 20 dones vivint soles), 68 parelles sense fills, 96 parelles amb fills i 16 famílies monoparentals amb fills.
La població ha evolucionat segons el següent gràfic:
Habitants censats

### Habitatges
El 2007 hi havia 229 habitatges, 221 eren l'habitatge principal de la família, 5 eren segones residències i 3 estaven desocupats. Tots els 226 habitatges eren cases. Dels 221 habitatges principals, 197 estaven ocupats pels seus propietaris, 20 estaven llogats i ocupats pels llogaters i 4 estaven cedits a títol gratuït; 6 tenien dues cambres, 20 en tenien tres, 60 en tenien quatre i 135 en tenien cinc o més. 168 habitatges disposaven pel capbaix d'una plaça de pàrquing. A 84 habitatges hi havia un automòbil i a 127 n'hi havia dos o més.

### Piràmide de població
La piràmide de població per edats i sexe el 2009 era:
| Homes | Edats   | Dones |
| ----- | ------- | ----- |
| 0     | 95 o +  | 4     |
| 8     | 90 a 94 | 4     |
| 0     | 85 a 89 | 8     |
| 0     | 80 a 84 | 4     |
| 4     | 75 a 79 | 8     |
| 12    | 70 a 74 | 0     |
| 12    | 65 a 69 | 16    |
| 4     | 60 a 64 | 16    |
| 36    | 55 a 59 | 16    |
| 24    | 50 a 54 | 20    |
| 24    | 45 a 49 | 36    |
| 28    | 40 a 44 | 24    |
| 20    | 35 a 39 | 24    |
| 20    | 30 a 34 | 28    |
| 12    | 25 a 29 | 4     |
| 8     | 20 a 24 | 16    |
| 4     | 15 a 19 | 16    |
| 16    | 10 a 14 | 40    |
| 12    | 5 a 9   | 20    |
| 8     | 0 a 4   | 12    |

## Economia
El 2007 la població en edat de treballar era de 420 persones, 278 eren actives i 142 eren inactives. De les 278 persones actives 265 estaven ocupades (142 homes i 123 dones) i 13 estaven aturades (3 homes i 10 dones). De les 142 persones inactives 49 estaven jubilades, 51 estaven estudiant i 42 estaven classificades com a «altres inactius».

### Ingressos
El 2009 a Saint-Gilles-de-la-Neuville hi havia 220 unitats fiscals que integraven 637 persones, la mediana anual d'ingressos fiscals per persona era de 19.361 €.

### Activitats econòmiques
Dels 4 establiments que hi havia el 2007, 1 era d'una empresa de construcció, 1 d'una empresa de transport, 1 d'una empresa de serveis i 1 d'una empresa classificada com a «altres activitats de serveis».
L'únic servei als particulars que hi havia el 2009 era una fusteria.
L'any 2000 a Saint-Gilles-de-la-Neuville hi havia 10 explotacions agrícoles que ocupaven un total de 345 hectàrees.

## Equipaments sanitaris i escolars
El 2009 hi havia una escola elemental integrada dins d'un grup escolar amb les comunes properes formant una escola dispersa.

## Poblacions més properes
El següent diagrama mostra les poblacions més properes.